# Suavocallia splendens
Suavocallia splendens é uma espécie de gastrópode da família Pupinidae.
É endémica da Austrália.